# Świchowski II
Świchowski II (Schwichow, Schwichowski, Swiechowski, Sychowski, Szwichowski, Łabędź odmienny) – herb szlachecki, używany przez rodzinę osiadłą na Kaszubach. Herb własny rodziny Świchowskich, odmiana herbu Łabędź.

## Opis herbu
Opis z wykorzystaniem klasycznych zasad blazonowania:
W polu czerwonym łabędź srebrny na murawie zielonej. Klejnotu: nad hełmem w koronie brak. Labry czerwone, podbite srebrem.

## Najwcześniejsze wzmianki
Herb przytaczany jedenie przez Żernickiego (Der polnische Adel, 1900). Wizerunek takiego herbu widnieje na witrażu z 1916 roku w kaplicy Ukrzyżowania, XII stacji Kalwarii w Wielu. Upamiętnia jedną z osób zaangażowanych w budowę Kalwarii, ks. Stanisława Sychowskiego.

## Herbowni
Świchowski (Schwichow, Schwichowski, Swiechowski, Sychowski, Szwichowski).

### Rodzina Świchowskich
Późno wzmiankowana rodzina szlachecka osiadła na Pomorzu, której ewentualne związki z rodziną Świchowskich herbu Róża są nieznane. Członkami tej rodziny mogli być siedzący w 1772 roku w Strzebielinie Jan i Michał Sychowscy oraz Wojciech Swiechowski oraz siedzący w Gowinie Jerzy Swiechowski. W źródłach w połowie XIX wieku pojawia się osada Sychowo, której miana zapewne udzielili odpowiedzialni za jej wybudowanie Świchowscy-Sychowscy.